# Nanaimo
Nanaimo [nəˈnaɪmoʊ], British Columbia, ist mit rund 90.000 Einwohnern die zweitgrößte Stadt auf der kanadischen Pazifikinsel Vancouver Island. Die Stadt liegt an der Ostseite der Insel, unmittelbar an der Straße von Georgia und ist Sitz des Regional District of Nanaimo. Die nächsten größeren Gemeinden sind Parksville (im Nordwesten) und Ladysmith (im Südosten).

## Geschichte

### Frühgeschichte der Region
Im Gebiet des heutigen Nanaimo lebten die Snuneymuxw (englisch: Nanaimo) in fünf Dörfern. In der Departure Bay wurde 1992 eine archäologische Grabung durchgeführt, deren älteste Fundstücke rund 2000 Jahre alt sind. Seit August 2007 wurden dort 15 Gräber entdeckt.

### Vom Handelsposten zur Bergbaustadt

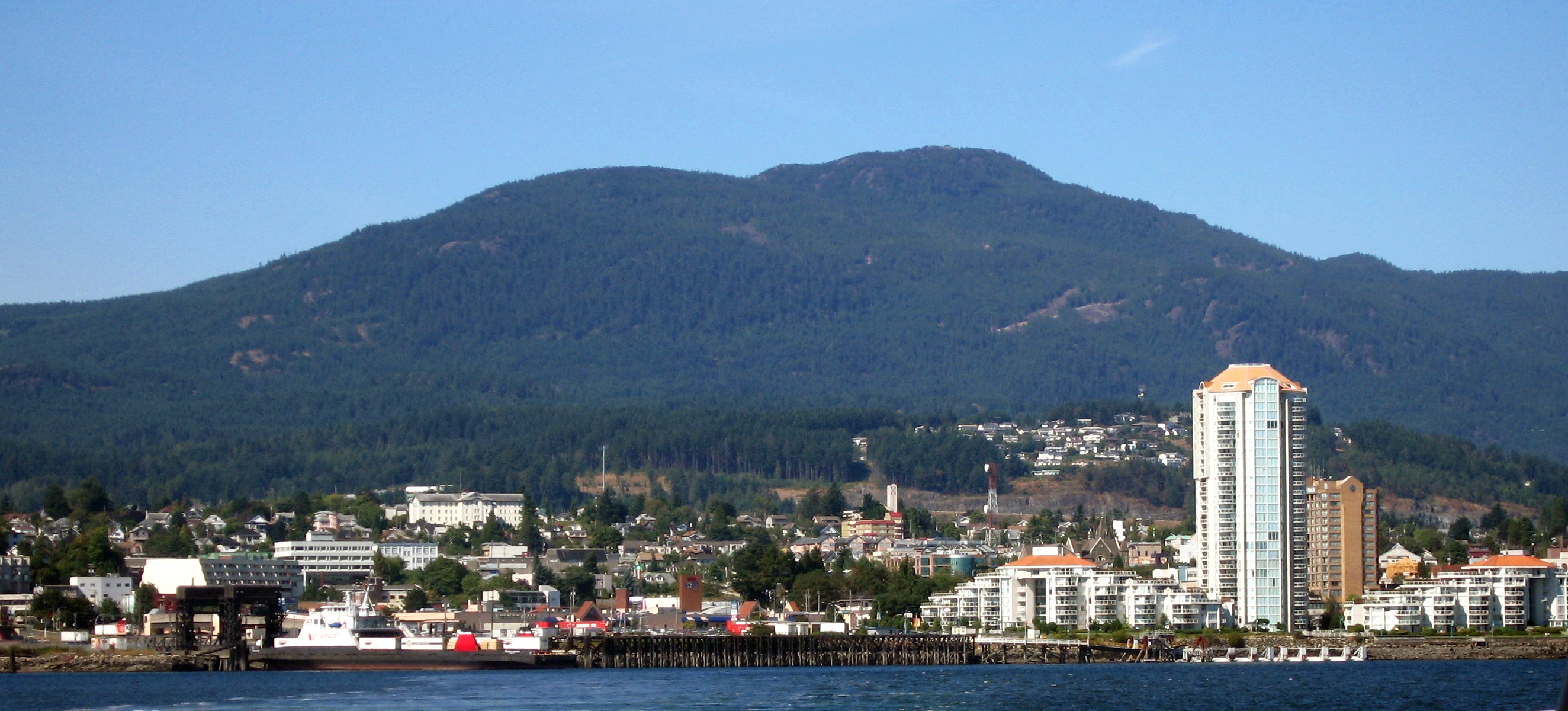
Skyline von Nanaimo

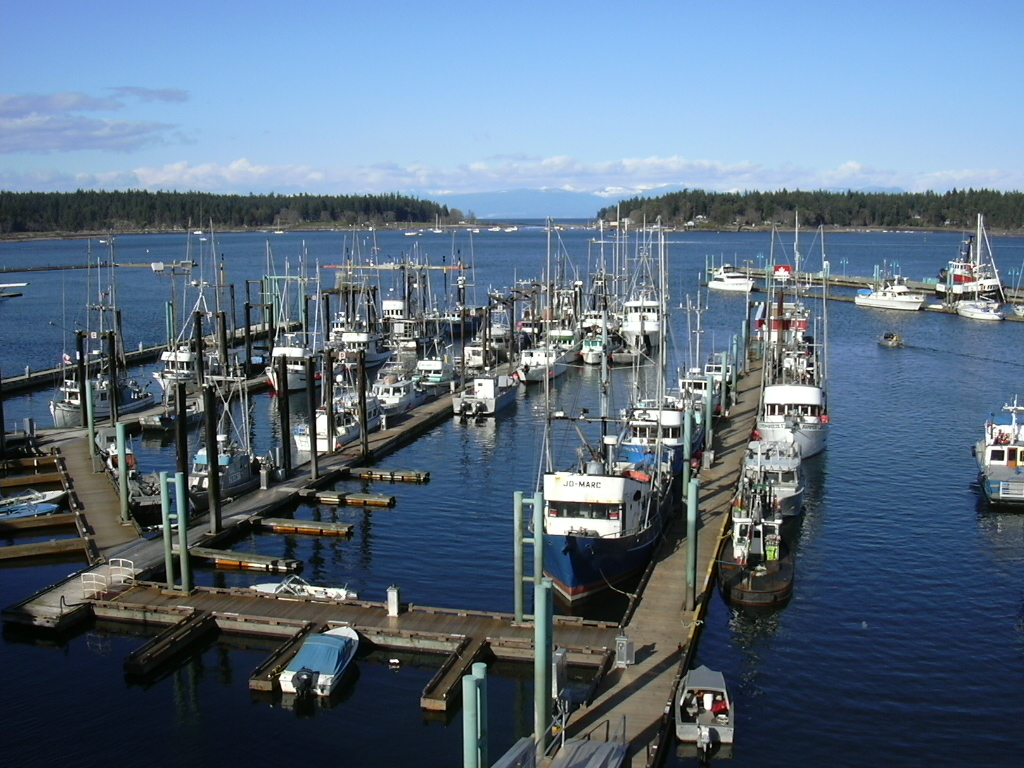
Hafen von Nanaimo

Nanaimo begann Anfang des 19. Jahrhunderts als Handelsposten. 1849 informierte der Häuptling der Ki-et-sa-kun die Hudson’s Bay Company (HBC) über Kohlevorkommen. So wurde im Jahr 1853 ein Fort, die Nanaimo Bastion, durch die HBC errichtet. In den frühen 1860er Jahren missionierte hier die Methodistenkirche, sodass 30 Jahre später die Auffassung vorherrschte, jeder unter den Indianern, der Methodist war, sei auch Angehöriger der Snunéymuxw. 1892 zählten sie 178 Mitglieder.
Dunsmuir, Diggle & Company engagierten sich hier. Ihr führender Kopf war Robert Dunsmuir, der Vater von James Dunsmuir, der 1902 Premierminister der Provinz wurde. Robert Dunsmuir war 1851 nach British Columbia gekommen und für die HBC tätig gewesen.
1853 errichtete die HBC hier ein Fort. Dieses diente im Wesentlichen dem Schutz der kurz zuvor entdeckten Kohlevorkommen und der ersten kommerziellen Kohlemine in British Columbia. Der Errichtung dieser ersten Kohlemine gedachte die kanadische Bundesregierung, als sie dieses Ereignis am 4. Juni 1924 zu einem „nationalen historischen Ereignis“ erklärte. Die Entdeckung der Kohle und ihr Abbau leiteten eine Phase der Expansion im industriellen Leben der Provinz ein und führten zu einem deutlich erhöhten Wachstum des Handels.
Im September 1862 hatte die HBC ihre Kohlegruben an die Vancouver Coal Mining and Land Company verkauft. Dunsmuir arbeitete für diese Gesellschaft und für die Harewood Coal Company. Im Oktober 1869 entdeckte er Kohle am Diver Lake und sicherte sich einen Claim von dort bis zur Departure Bay bei Wellington. Um diesen riesigen Claim von sechs Quadratkilometern Fläche erwerben zu können, gründete er Dunsmuir, Diggle & Company. Der Schiffseigner Wadham Diggle investierte 8.000 Dollar in das Unternehmen, weitere 12.000 kamen von Arthur Farquhar, Oberbefehlshaber der Pazifikflotte. Dunsmuir belieferte vor allem diese Flotte und die Stadt San Francisco mit Kohle. Um 1875 förderte das Unternehmen, das die Mitinvestoren 1879 und 1883 auszahlte, rund 50.000 t pro Jahr. Bald warf es einen Gewinn von einer halben Million Dollar pro Jahr ab.
Der Bergbau machte schnell eine Eisenbahnverbindung erforderlich, die Esquimalt and Nanaimo Railway. Nur so konnten ausreichende Mengen Kohle bis nach San Francisco verkauft werden, vor allem aber an die Schiffe der Royal Navy. Für Dunsmuir wurde 1889 eine Dampflok namens „Victoria“ in den Baldwin Locomotive Works in Philadelphia (USA) erbaut, die seit 1952 im Piper Park neben dem Nanaimo District Museum steht. In der Volkszählung von 1891 hatte die Stadt bereits 4.595 Einwohner und war damit die zweitgrößte Stadt auf Vancouver Island.
Die größte Kohlegrube betrieb die New Vancouver Coal Mining and Land Company. Hier arbeiteten 1891 685 Menschen, die überwiegend in South Ward wohnten. Die Gesellschaft beschäftigte meist Männer aus angelsächsischen Familien und Finnen. Jedoch beschäftigte die Mine offenbar zu dieser Zeit keine Chinesen, was erklären könnte, warum es keinen Rassismus vom ansonsten verbreiteten Ausmaß gab.
Am 3. Mai 1887 tötete eine Explosion in der Nanaimo-Mine 150 Bergleute. Das Grubenunglück von Nanaimo war die größte von Menschen verursachte Explosion bis zur Halifax-Explosion. Unter den Opfern waren allein 53 Chinesen. Zwischen 1892 und 1912 starben auf Vancouver Island weitere 373 Bergleute, allein 180 in Nanaimo. Die gefährlichen Arbeitsbedingungen waren die Hauptursache für eine Reihe von Streiks.
Die Mine wurde wiedereröffnet und förderte bis zur endgültigen Stilllegung 1938 rund 18 Millionen Tonnen Kohle. Einer der längsten Streiks in der Geschichte der Kohleförderung hatte einen seiner Schwerpunkte in Nanaimo (1912–1914).

### Minderheiten
Eine wichtige Rolle spielten in der Region japanische Fischerfamilien, ein Thema, zu dem das Nanaimo Museum 2007 (beendet am 16. September) eine Ausstellung zeigte. Mit der Internierung während des Zweiten Weltkriegs verschwanden sie aus der Region.
Noch bedeutender war aber die Rolle der Chinesen. Sie wurden bereits 1883 als Streikbrecher eingesetzt. Bis 1884 lebten sie in Victoria Crescent, nahe dem Ortskern, wurden aber in diesem Jahr weiter südwärts neu angesiedelt. Schließlich wurde die Chinatown 1908 zum zweiten Mal umgesiedelt, ans Nordende der Pine Street. 1960 zerstörte ein Feuer diese „dritte Chinatown“. Sie wurde nicht wieder aufgebaut. Auch in Cumberland, Wellington, Northfield, South Wellington und Extension existierten Chinatowns. So lebten in Nanaimo 1892 genau 228 Chinesen in 75 Haushalten (darunter nur fünf Frauen), während in Wellington sogar 312 lebten. In Nanaimo arbeiteten nur wenige Chinesen als Minenarbeiter, während in Wellington die Mehrheit dort arbeitete. Ob dies mit der Einstellungspolitik der Minenbesitzer zu tun hatte oder ob die Chinesen die Minen nach der Katastrophe von 1887 mieden, ist unklar.
Seit etwa 2005 wird intensiv über die Einrichtung eines Nanaimo Chinatown Heritage Park nachgedacht.

### Holzindustrie
Seit den 1940er Jahren gewann die Holzindustrie zunehmend an Bedeutung und überflügelte bald den Bergbau. Die erste Sägemühle baute 1885 der 1861 eingewanderte Ire Andrew Haslam. Er beschäftigte 66 Arbeiter und betrieb damit das zweitgrößte Unternehmen der Stadt. Die 15 leitenden Angestellten waren überwiegend angelsächsischer Herkunft und wohnten, ähnlich wie die übrigen Beschäftigten, im Umkreis der Sägemühle.
In Nanaimo entstand in den 1960er Jahren einer der sieben Diefenbunker, die als Atombunker für die kanadische Regierung dienen sollten.

## Demographie
1901 hatte Nanaimo 6.130 Einwohner. Der Zensus im Jahr 2011 ergab für die Stadt eine Bevölkerungszahl von 83.810 Einwohnern. Die Bevölkerung der Stadt hatte dabei im Vergleich zum Zensus von 2006 um 6,5 % zugenommen, während die Bevölkerung in British Columbia gleichzeitig um 7,0 % anwuchs.

## Politik und Verwaltung
Die Kommunale Selbstverwaltung wurde der Gemeinde am 24. Dezember 1874 zuerkannt (incorporated als City).

## Städtepartnerschaften
Nanaimo unterhält seit 1996 mit der japanischen Stadt Saitama eine Städtepartnerschaft.

## Verkehr
Durch die zentrale Lage auf Vancouver Island spielt Nanaimo für die Insel eine wichtige Rolle. Vom Departure Bay Ferry Terminal bzw. vom Duke Point Ferry Terminal aus verkehren Fähren der Gesellschaft BC Ferries nach West Vancouver und Delta. Außerdem verbindet eine andere Fährstelle im Zentrum der Stadt die Insel Gabriola mit Vancouver Island.
Durch Nanaimo führen mehrere Highways. Aus Victoria im Süden kommend verlässt der Trans-Canada Highway (Highway 1) am Departure Bay Ferry Terminal Vancouver Island. Weiterhin führt in Nord-Süd-Richtung der Highway 19 durch Nanaimo.
Etwa 13 Kilometer Süd-Süd-Ost der Gemeinde befindet sich der Flughafen von Nanaimo (IATA-Flughafencode: YCD, ICAO-Flugplatzcode:CYCD). Der Flugplatz hat eine asphaltierte Start- und Landebahn von 2.012 Meter Länge. Im Hafen von Nanaimo, geschützt durch die vorgelagerte Newcastle Island, befindet sich der Wasserflugplatz (IATA-Code: ZNA, Transport Canada Identifier: CAC8). Im Norden der Gemeinde, auf dem Long Lake. befindet sich dann noch ein weiterer örtlicher Wasserflugplatz (Transport Canada Identifier: CAT3).
Öffentlicher Personennahverkehr wird örtlich und regional durch verschiedene Buslinien des „Regional District of Nanaimo Transit System“ angeboten, welches von BC Transit in Kooperation betrieben wird. Es gibt mehrere große Umsteigepunkte, neben der Innenstadt gehört dazu auch einer am Campus der Vancouver Island University. Das System bietet auch Verbindungen zum Flughafen Nanaimo und dem Departure Bay Ferry Terminal. Regionale Buslinien verbinden Nanaimo mit Lantzville, Parksville und Qualicum Beach.

## Wirtschaft
Nanaimo ist der Hauptsitz des Pharma- und Cannabisunternehmen Tilray.

## Sonstiges
Nanaimo ist Namensgeberin des Nanaimo bars, eines Desserts, das seit den 1950ern in ganz Nordamerika populär geworden ist.

## Persönlichkeiten

### Söhne und Töchter der Stadt
- Raymond Collishaw (1893–1976), Jagdflieger
- Kalervo Oberg (1901–1973), US-amerikanischer Anthropologe finnischer Herkunft
- William Austin (1903–1993), Filmeditor
- Mary Frizzell (1913–1972), Leichtathletin
- Jean Lumb (1919–2002), chinesisch-kanadische Gastronomin und Bürgerrechtlerin
- Lorna Vinden (1931–2008), Rollstuhlfahrerin, die 1968 an den III. Paralympics teilnahm
- Anne Cameron (1938–2022), Schriftstellerin und Drehbuchautorin
- Terre Nash (* 1949), Filmregisseurin, Drehbuchautorin, Filmeditorin und Oscar-Preisträgerin
- Gene Carr (1951–2023), Eishockeyspieler
- Glen Clark (* 1957), Politiker
- Phil Olsen (1957–2020), Speerwerfer
- Gerald Kazanowski (* 1960), Basketballspieler
- Brenda Taylor (* 1962), Ruderin
- Diana Krall (* 1964), Jazzpianistin und Sängerin
- Georgina Wheatcroft (* 1965), Curlerin
- Kathy Gordon (* 1967), Eisschnellläuferin
- John DeSantis (* 1973), Schauspieler
- Allison Forsyth (* 1978), Skirennläuferin
- Rachelle Viinberg (* 1979), Ruderin
- Allison Crowe (* 1981), Sängerin und Songwriterin
- Justin Chatwin (* 1982), Schauspieler
- Brock Hooton (* 1983), Eishockeyspieler
- Brett Palin (* 1984), Eishockeyspieler
- Aaron Brocklehurst (* 1985), Eishockeyspieler
- Kirsten Sweetland (* 1988), Duathletin und Triathletin
- Steve Smith (1989–2016), Radsportler
- Marc-André Leclerc (1992–2018), Free-Solo-Kletterer und Alpinist
- Jodelle Ferland (* 1994), Schauspielerin
- Sarah Grey (* 1996), Schauspielerin
- Carter Woods (* 2001), Mountainbiker
- Ethan Katzberg (* 2002), Hammerwerfer

### Persönlichkeiten mit Bezug zur Stadt
- Sheila Watson (1909–1998), Schriftstellerin, Kritikerin, Verlegerin und Dozentin; lebte und starb in Nanaimo
- C. S. Holling (1930–2019), Ökologe
- Lynne Bowen (* 1940), Historikerin
- Carol Windley (* 1947), Schriftstellerin; lebt in Nanaimo
- Margaret Horsfield (* 1953), Sachbuchautorin und Journalistin; lebt in Nanaimo
- Ingrid Jensen (* 1966), Jazztrompeterin
- Christine Jensen (* 1970), Jazzmusikerin; wuchs in Nanaimo auf
- Steve „Stevie“ Smith (1989–2016), Radsportler (Downhill)